# Équipe de Croatie masculine de water-polo
L'équipe de Croatie masculine de water-polo est la sélection nationale représentant la Croatie dans les compétitions internationales de water-polo masculin. 
Les Croates sont champions olympiques aux Jeux de 2012.
Ils sont vice-champions d'Europe en 1999 et en 2003.
La Croatie voit son palmarès devenir important à la fin des années 2000. Elle remporte le titre mondial aux Championnats du monde de water-polo 2007, est médaillée de bronze aux Championnats du monde de water-polo 2009 puis est sacrée championne d'Europe en 2010. En 2011, les Croates sont médaillés de bronze des Championnats du monde.
La sélection est troisième des Championnats du monde 2013.

## Palmarès

### Tableau des médailles
| Jeux olympiques - (2012) - (1996, 2016 et 2024) | Championnat du monde - (2007, 2017, 2024) - (2015) - (2009, 2011, 2013) | Ligue mondiale - (2012) - (2009, 2015 et 2019) - (2010, 2011, 2017) |

| Coupe du monde - (2010) - (2014) | Championnat d'Europe - (2010) - (1999, 2003) | Jeux méditerranéens - (2013) - (1993) - (1997) |

### Palmarès détaillé
| Année | Tour              | Classement                         | J  | G  | N | P  | BP  | BC  | D    |
| ----- | ----------------- | ---------------------------------- | -- | -- | - | -- | --- | --- | ---- |
| 1996  | finaliste         | Médaille d'argent, Jeux olympiques | 8  | 5  | 0 | 3  | 71  | 58  | +13  |
| 2000  | quart de finale   | 7                                  | 8  | 5  | 1 | 2  | 68  | 56  | +12  |
| 2004  | tour préliminaire | 10                                 | 6  | 2  | 0 | 4  | 47  | 42  | +5   |
| 2008  | quart de finale   | 6                                  | 7  | 4  | 0 | 3  | 71  | 49  | +22  |
| 2012  | vainqueur         | Médaille d'or, Jeux olympiques     | 8  | 8  | 0 | 0  | 73  | 42  | +31  |
| 2016  | finaliste         | Médaille d'argent, Jeux olympiques | 8  | 6  | 0 | 2  | 66  | 62  | +4   |
| 2020  | quart de finale   | 5                                  | 8  | 5  | 0 | 3  | 99  | 82  | +17  |
| 2024  | finaliste         | Médaille d'argent, Jeux olympiques | 8  | 5  | 0 | 3  | 88  | 86  | +2   |
| Total |                   |                                    | 61 | 40 | 1 | 20 | 583 | 477 | +106 |

| Année | Tour           | Classement                | J  | G  | N | P  | BP  | BC  | D    |
| ----- | -------------- | ------------------------- | -- | -- | - | -- | --- | --- | ---- |
| 1994  | demi-finale    | 4                         | 7  | 4  | 0 | 3  | 87  | 57  | +30  |
| 1998  | tour principal | 9                         | 8  | 4  | 2 | 2  | 94  | 46  | +48  |
| 2001  | tour principal | 8                         | 8  | 4  | 0 | 4  | 70  | 52  | +18  |
| 2003  | tour principal | 9                         | 6  | 3  | 1 | 2  | 49  | 39  | +10  |
| 2005  | demi-finale    | 4                         | 7  | 4  | 0 | 3  | 59  | 44  | +15  |
| 2007  | vainqueur      | Médaille d'or, monde      | 6  | 6  | 0 | 0  | 62  | 40  | +22  |
| 2009  | troisième      | Médaille de bronze, monde | 6  | 5  | 0 | 1  | 63  | 35  | +28  |
| 2011  | troisième      | Médaille de bronze, monde | 6  | 5  | 0 | 1  | 72  | 42  | +3   |
| 2013  | troisième      | Médaille de bronze, monde | 7  | 6  | 0 | 1  | 89  | 44  | +45  |
| 2015  | finaliste      | Médaille d'argent, monde  | 6  | 5  | 0 | 1  | 68  | 45  | +23  |
| 2017  | vainqueur      | Médaille d'or, monde      |    |    |   |    |     |     |      |
| Total | 10/10          | 1/10                      | 61 | 41 | 3 | 17 | 645 | 399 | +246 |

| Année | Tour              | Classement                | J  | G  | N | P  | BP  | BC  | D   |
| ----- | ----------------- | ------------------------- | -- | -- | - | -- | --- | --- | --- |
| 1995  | tour préliminaire | 6                         | 5  | 2  | 0 | 3  | 25  | 31  | -6  |
| 1997  | tour préliminaire | 8                         | 5  | 1  | 0 | 4  | 30  | 40  | -10 |
| 1999  | non qualifiée     | -                         | -  | -  | - | -  | -   | -   |     |
| 2002  | tour préliminaire | 8                         | 4  | 0  | 1 | 3  | 26  | 32  | -6  |
| 2006  | demi-finale       | 4                         | 6  | 2  | 1 | 3  | 54  | 56  | -2  |
| 2010  | finaliste         | Médaille d'argent, monde  | 6  | 5  | 0 | 1  | 74  | 43  | +31 |
| 2014  | troisième         | Médaille de bronze, monde | 6  | 4  | 0 | 2  | 43  | 37  | +6  |
| Total | 6/7               | 0/7                       | 32 | 14 | 2 | 16 | 252 | 239 | +13 |

| Année | Tour                               | Classement                         | J        | G        | P        | BP       | BC       | D        |          |
| ----- | ---------------------------------- | ---------------------------------- | -------- | -------- | -------- | -------- | -------- | -------- | -------- |
| 2002  | non qualifiée pour la phase finale | non qualifiée pour la phase finale | 12       | 2        | 10       | 106      | 139      | -33      |          |
| 2003  | non participante                   | -                                  | -        | -        | -        | -        | -        | -        |          |
| 2004  | non participante                   | -                                  | -        | -        | -        | -        | -        | -        |          |
| 2005  | Phase de groupe                    | 4                                  | 14       | 8        | 6        | 152      | 127      | +25      |          |
| 2006  | non qualifiée pour la phase finale | non qualifiée pour la phase finale | 11       | 7        | 4        | 121      | 92       | +29      |          |
| 2007  | non qualifiée pour la phase finale | non qualifiée pour la phase finale | 8        | 3        | 5        | 71       | 87       | -16      |          |
| 2008  | non qualifiée pour la phase finale | non qualifiée pour la phase finale | 6        | 3        | 3        | 61       | 63       | -2       |          |
| 2009  | finaliste                          | Médaille d'argent, monde           | 12       | 9        | 3        | 119      | 88       | +31      |          |
| 2010  | troisième                          | Médaille de bronze, monde          | 12       | 8        | 4        | 141      | 105      | +36      |          |
| 2011  | troisième                          | Médaille de bronze, monde          | 12       | 11       | 1        | 141      | 81       | +60      |          |
| 2012  | vainqueur                          | Médaille d'or, monde               | 10       | 9        | 1        | 131      | 86       | +45      |          |
| 2013  | non qualifiée pour la phase finale | non qualifiée pour la phase finale | 6        | 4        | 2        | 66       | 34       | +32      |          |
| 2014  | non qualifiée pour la phase finale | non qualifiée pour la phase finale | 4        | 1        | 3        | 35       | 37       | -2       |          |
| 2015  | finaliste                          | Médaille d'argent, monde           | 14       | 12       | 2        | 171      | 110      | +61      |          |
| 2016  | non qualifiée pour la phase finale | non qualifiée pour la phase finale | 6        | 4        | 2        | 86       | 51       | +35      |          |
| 2017  | en cours                           | en cours                           | en cours | en cours | en cours | en cours | en cours | en cours | en cours |
| Total | 9/10                               | 8/10                               | 127      | 81       | 46       | 1401     | 1100     | +301     |          |

| Année | Tour              | Classement                | J  | G  | N  | P  | BP  | BC  | D    |
| ----- | ----------------- | ------------------------- | -- | -- | -- | -- | --- | --- | ---- |
| 1993  | tour préliminaire | 5                         | 7  | 5  | 0  | 2  | 72  | 58  | +14  |
| 1995  | demi-finale       | 4                         | 7  | 2  | 2  | 3  | 78  | 58  | +20  |
| 1997  | demi-finale       | 4                         | 8  | 5  | 1  | 2  | 60  | 44  | +16  |
| 1999  | finaliste         | Médaille d'argent, Europe | 8  | 6  | 0  | 2  | 71  | 59  | +12  |
| 2001  | demi-finale       | 4                         | 8  | 3  | 2  | 3  | 63  | 57  | +6   |
| 2003  | finaliste         | Médaille d'argent, Europe | 8  | 6  | 0  | 2  | 66  | 55  | +11  |
| 2006  | tour préliminaire | 7                         | 8  | 4  | 2  | 2  | 90  | 72  | +18  |
| 2008  | demi-finale       | 4                         | 8  | 4  | 1  | 3  | 81  | 69  | +12  |
| 2010  | vainqueur         | Médaille d'or, Europe     | 7  | 6  | 0  | 1  | 71  | 44  | +27  |
| 2012  | tour préliminaire | 9                         | 7  | 4  | 0  | 3  | 80  | 66  | +14  |
| 2014  | quart de finale   | 5                         | 7  | 3  | 2  | 2  | 64  | 54  | +10  |
| 2016  | quart de finale   | 7                         | 7  | 4  | 0  | 3  | 88  | 50  | +38  |
| Total | 12/12             | 1/12                      | 90 | 52 | 10 | 28 | 884 | 686 | +198 |